# Silnik dwupaliwowy
Silnik dwupaliwowy to najczęściej silnik spalinowy tłokowy, zasilany jednocześnie dwoma paliwami. Zazwyczaj pojęcie to stosuje się, gdy silnik wysokoprężny zasilany jest paliwem gazowym, na przykład gazem ziemnym albo gazem generatorowym.
W silniku wysokoprężnym zapłon następuje w momencie wtryśnięcia do komory spalania dawki  oleju napędowego, który zapala się od rozgrzanego (sprężonego) gazu w komorze. Paliwa gazowe posiadają jednak dużą odporność na samozapłon (wyrażoną przez liczbę metanową), w związku z czym nie mogą się zapalić od samego sprężania. Z tego względu do zainicjowania spalania w komorze konieczne jest wtryśnięcie małej dawki oleju napędowego (tzw. dawki pilotującej).